# Vacher brun
Molothrus armenti
Espèce
Répartition géographique
Le Vacher brun (Molothrus armenti) est une espèce d'oiseaux de la famille des ictéridés qu’on retrouve en Colombie.

## Distribution
Rare et localisé, le Vacher brun ne se retrouve que dans les départements d’Atlántico, Bolívar et Magdalena en Colombie.

## Systématique
Le Vacher brun est considéré par certaines classifications comme une sous-espèce du Vacher bronzé auquel cas le nom latin est Molothrus aeneus armenti.

## Habitat
Le Vacher brun fréquente les fruticées xéniques.  On l’observe aussi à l’occasion dans les zones agricoles.

## Nidification
Le comportement de nidification du Vacher brun est peu connu, mais on estime qu’il est probablement un parasite comme les autres vachers.